# Phare de Geitungen
Le phare de Geitungen (en norvégien : Geitungen fyr)  est un feu côtier situé sur la pointe sud de la petite île de Karmøy au large de la commune de Karmøy, dans le Comté de Rogaland (Norvège). Il est géré par l'administration côtière norvégienne (en norvégien : Kystverket).
Le phare ancien est classé patrimoine culturel par le Riksantikvaren depuis 1999 .

## Histoire
Le phare a été établi en 1924 et il a été automatisé en 1994. Il se trouve à environ 3 km de l'entrée du port de Skudeneshavn. Il a été établi pour remplacer l'ancien phare de Skudenes.
La maison associée au phare de Geitungen est exploitée comme station touristique par l'association norvégienne de randonnée. Elle dispose de 35 lits disponibles pour les visiteurs. Le site est uniquement accessible par bateau.

## Description
Le phare  est une tour octogonale située entre deux bâtiments techniques de 11 mètres de haut. Le phare est blanc et la lanterne est rouge. Son feu à occultations feu isophase émet, à une hauteur focale de 41 mètres, un éclat blanc, rouge et vert  selon différents secteurs toutes les 6 secondes. Sa portée nominale est de 17 milles nautiques (environ 31 km) pour le feu blanc, 8 pour le feu rouge et 9 pour le feu vert.
Il est équipé d'un radar Racon émettant la lettre G en code morse.
Identifiant : ARLHS : NOR-016 ; NF-1265 - Amirauté : B3514 - NGA : 2728 .
|                      |
| Le phare (1890-1900) |

|                 |
| Le phare (plan) |

### Lien connexe
- Liste des phares de Norvège